# Alika Milova
Alika Milova (* 5. září 2002 Narva), známá jako Alika, je estonská zpěvačka. Vyhrála osmý ročník estonské televizní soutěže Eesti otsib superstaari neboli Estonsko hledá SuperStar. Reprezentovala Estonsko na Eurovision Song Contest 2023 s písní „Bridges“, ve finále se umístila na osmém místě.

## Hudební kariéra
Alika se už v dětství proslavila účastí v různých pěveckých soutěžích a televizních pořadech v Estonsku i v zahraničí, včetně The Baltic Voice, New Wave Junior, Kaunas Talent, Bravo Song Contest a Berlin Perle. Na výsluní se dostala v roce 2021, když vyhrála 8. ročník estonské talentové show Eesti otsib superstaari neboli Estonsko hledá SuperStar. To ji přineslo smlouvu na nahrávání s Universal Music.
Dne 1. listopadu 2022 bylo oznámeno, že se Alika zúčastní Eesti Laul 2023. Zúčastnila se druhého semifinále, ze kterého se kvalifikovala do finále. Dne 11. února 2023 vystoupila se svou písní „Bridges“. Alika ve finále zvítězila a stala se národní zástupkyní Estonska na Eurovision Song Contest 2023 v Liverpoolu. Na Eurovizi vystoupila ve druhém semifinále a z 10. místa postoupila do finále. V tom nakonec skončila se 168 body na celkovém osmém místě.

## Diskografie

### Alba
- 2023: Alika

### EP
- 2024: Virmalised

### Singly
- 2021: „Õnnenumber“
- 2022: „Bon appetit“
- 2022: „C'est la vie“
- 2022: „Bridges“
- 2023: „You“
- 2023: „Too Much“
- 2023: „Lihtsalt veab“
- 2023: „Õde ütles“
- 2024: „Mis minuga saab?“ (feat. Villemdrillem)
- 2024: „Saame kokku“
- 2024: „Virmalised“
- 2025: „Parasiit“ (feat. Säm)